# Coenypha fuliginosa
Coenypha fuliginosa là một loài nhện trong họ Thomisidae.
Loài này thuộc chi Coenypha. Coenypha fuliginosa được Hercule Nicolet miêu tả năm 1849.